# Lipiany (gmina)
Lipiany – gmina miejsko-wiejska w zachodniej części województwa zachodniopomorskiego, w powiecie pyrzyckim. Siedzibą gminy jest miasto Lipiany.
Według danych z 31 grudnia 2016 gmina liczyła 5970 mieszkańców. Natomiast według danych z 31 grudnia 2017 gminę zamieszkiwało 5934 osób. Na 114 gmin w województwie, gmina Lipiany zajmuje 65. miejsce pod względem ludności, a 98. pod względem powierzchni.
Do 31 grudnia 1998 należała administracyjnie do województwa szczecińskiego.

## Położenie
Gmina znajduje się w zachodniej części województwa zachodniopomorskiego, w południowej części powiatu pyrzyckiego.
Sąsiednie gminy:
- Przelewice i Pyrzyce (powiat pyrzycki)
- Barlinek i Myślibórz (powiat myśliborski)

## Demografia
Dane z 30 czerwca 2004:
| Opis                              | Ogółem | Ogółem | Kobiety | Kobiety | Mężczyźni | Mężczyźni |
| --------------------------------- | ------ | ------ | ------- | ------- | --------- | --------- |
| Jednostka                         | osób   | %      | osób    | %       | osób      | %         |
| Populacja                         | 6058   | 100    | 3077    | 50,8    | 2981      | 49,2      |
| Gęstość zaludnienia [mieszk./km²] | 64     | 64     | 32,5    | 32,5    | 31,5      | 31,5      |

Gmina stanowi 13,0% powierzchni powiatu, a zamieszkuje ją 15,1% ludności powiatu.

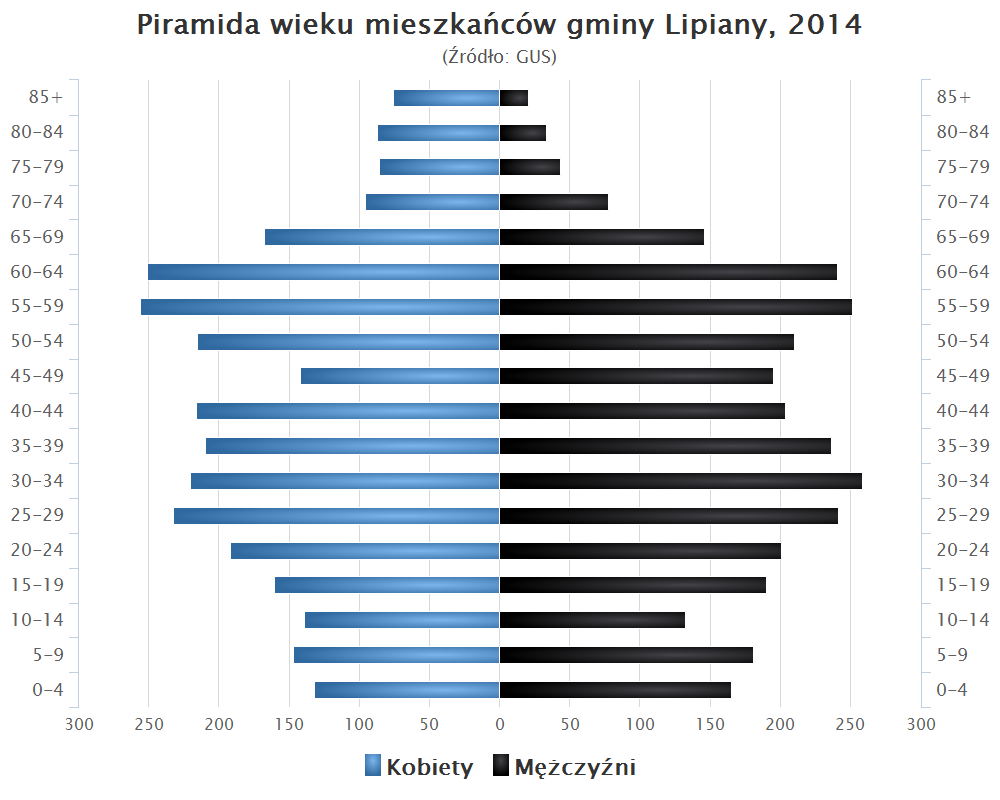
Piramida wieku mieszkańców gminy Lipiany w 2014

## Przyroda i turystyka
Gmina leży na Pojezierzu Myśliborskim. Miasto Lipiany leży w otoczeniu 3 dużych jezior: Chłop, Wądół i Będzin oraz kilku mniejszych. Na jeziorze Jasnym utworzony został wodno-florystyczny rezerwat przyrody. Tereny leśne zajmują 14% powierzchni gminy, a użytki rolne 67%.

## Komunikacja
Przez gminę Lipiany biegnie droga krajowa nr 3 łącząca miasto Lipiany z Pyrzycami (17 km) w kierunku Szczecina i z wsią Renice (7 km, skrzyżowanie z drogą krajową nr 26) w kierunku Gorzowa Wielkopolskiego oraz droga wojewódzka nr 154 do Barlinka (19 km).
Lipiany uzyskały połączenie kolejowe w 1882, po wybudowaniu linii Stargard – Kostrzyn. W 1999 zamknięto odcinek z Kostrzyna do Myśliborza, rok później przez Lipiany do Pyrzyc, a w 2003 r. pozostały fragment do Stargardu.
W gminie czynny jest 1 urząd pocztowy: Lipiany (nr 74-240).

## Zabytki
Zabytkami w gminie są:
Lipiany
- Brama Pyrzycka przy ul. Jedności Narodowej
- Fragmenty murów obronnych
- Ratusz klasycystyczny z XVIII w. na Placu Wolności
- Kościół Wniebowzięcia Najświętszej Maryi Panny z XII w., rozbudowany w XIX w.
- Brama Myśliborska przy ul. Mostowej
- Dąb „Pokoju” (Piwowarów) – pomnik przyrody na Placu Wolności
- Fontanna przy północno-wschodniej elewacji ratusza

zespoły pałacowo-parkowe
- Batowo, Krasne, Skrzynka, Wołczyn

parki dworskie
- Mielęcinek, Połczyno

## Administracja i samorząd
W 2016 wykonane wydatki budżetu gminy Lipiany wynosiły 18,7 mln zł, a dochody budżetu 19,1 mln zł. Zobowiązania samorządu (dług publiczny) według stanu na koniec 2016 wynosiły 11 mln zł, co stanowiło 57,9% poziomu dochodów.

## Miejscowości
MiastoLipiany (miasto od początku XIV wieku)
Miejscowości sołeckieBatowo, Derczewko, Dębiec, Jedlice, Krasne, Miedzyn, Mielęcinek, Nowice, Osetna, Połczyno, Skrzynka i Wołczyn
Pozostałe miejscowościBędzin, Brzostowo, Czajczyn, Dołżyn, Dzieżno, Głębokie, Jarzębnik, Józefin, Łasiczyn, Łosiniec, Małcz, Mielnik, Mierzawy, Mironów, Mokronos, Piaśnik, Przywodzie, Sokolniki, Sulino, Świerszczyki, Wądół, Wielice, Wojnowice, Żarnowo.

## Miasta partnerskie
- Saint-Genest-d’Ambière
- Wietzendorf